# K.D.Koenig (auktor)
Karl Dietrich Eberhard König, född 1774 i Braunschweig, död 6 september 1851 i London, var en tysk-brittisk naturforskare.
Auktorsnamnet K.D.Koenig. kan användas för K.D.Koenig (auktor) i samband med ett vetenskapligt namn inom botaniken; se Wikipediaartiklar som länkar till auktorsnamnet.

## Biografi
König föddes i Braunschweig och studerade i Göttingen. År 1800 kom han till England och drottning Charlotte av Mecklenburg-Strelitz för att organisera hennes samlingar. Efter att ha fullgjort detta blev han assistent till botanikern och Linné-lärjungen Jonas Dryander, bibliotekarie för naturforskaren Joseph Banks. År 1807 efterträdde han botanikern och zoologen George Shaw som biträdande ansvarig för den naturhistoriska avdelningen vid British Museum. År 1813 avled hans överordnade och König övertog dennes roll.
Han blev senare ansvarig för områdena geologi och mineralogi. Han intresserade sig för mineral- och fossilfynd, och organiserade samlingar insamlade av Charles Francis Greville. Han ägnade sig åt detta fram till sin död 1851.
Vid sidan om sina arbeten om mineraler och fossiler gav han tillsammans med botanikern John Sims ut Annals of Botany mellan 1805 och 1807. 